# Resolució 1985 del Consell de Seguretat de les Nacions Unides
La Resolució 1985 del Consell de Seguretat de les Nacions Unides fou adoptada per unanimitat el 10 de juny de 2011. Després de recordar les resolucions 825 (1993), 1540 (2004), 1695 (2006), 1718 (2006), 1874 (2009), 1887 (2009) i 1928 (2010) el Consell va ampliar el mandat d'un panel d'experts que vigilava les sancions contra el país fins al 12 de juny de 2012.
La República Popular de la Xina havia bloquejat la publicació de l'informe anterior del panel d'experts després que acusava Corea del Nord de violar les sancions.

## Observacions
El Consell de Seguretat havia determinat que la proliferació i el lliurament d'armes químiques i biològiques constituïa una amenaça per a la pau i la seguretat internacionals. També va recordar que els informes del grup d'experts havien de fer avaluacions, anàlisis i recomanacions fiables i objectives.

## Actes
Actuant sota l'article 41 del Capítol VII de la Carta de les Nacions Unides, el Consell va ampliar el mandat del panel d'experts establert en la Resolució 1874 per supervisar el règim de sancions recentment reforçat contra Corea del Nord, imposat després d'una prova nuclear subterrània que es va dur a terme el maig de 2009. Es va demanar al panel que proporcionés un informe abans del 12 de novembre de 2011 i un segon informe 30 dies abans de la finalització del seu mandat actual amb els seus resultats i recomanacions.
Finalment, es va instar a tots els estats, organismes de les Nacions Unides i altres països a cooperar plenament amb el Comitè del Consell de Seguretat establert en la Resolució 1718 i el grup d'experts.